# 平田平三
平田 平三（ひらた へいぞう、1860年4月12日〈万延元年3月22日〉 - 1933年〈昭和8年〉2月14日）は、日本の牧師。

## 生涯
万延元年（1860年）3月22日、青森県弘前城下に生まれる。明治8年（1875年）に朝陽小学校、明治12年（1879年）に東奥義塾を卒業し、明治12年（1879年）に耕教学舎（後の青山学院大学）に入学する。同年9月に横浜神学校に転校し、明治16年（1883年）に卒業する。
明治15年（1882年）に美以教会（メソジスト派）の伝道師になる。明治20年（1887年）に按手礼を受けて、牧師になる。
明治21年（1888年）に東京英和学校を卒業し、神田、飯田、松本、四谷の美以教会を歴任する。
明治33年（1900年）に基督教北清連合軍慰問使として清国に行く。
昭和4年（1929年）より、青山学院の第3代目理事長に就任する。
昭和8年（1933年）10月13日、狭心症を発病し、翌日に死去する。享年74歳。

## 著書
- 『久遠実成の基督』警醒社〈伝道叢書〉、1909年7月。NDLJP:824408。